# Felix Ehrenhaft
Felix Ehrenhaft (Vienna, 24 aprile 1879 – Vienna, 4 marzo 1952) è stato un fisico austriaco.

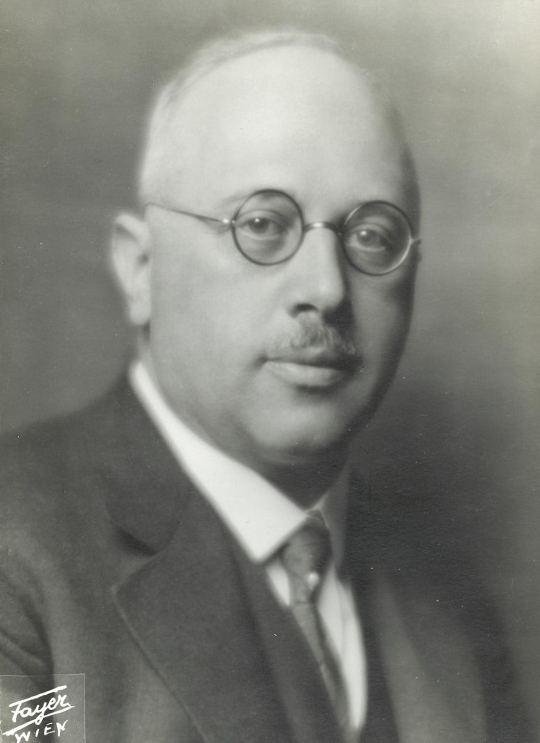
Felix Ehrenhaft nel 1927

Ha contribuito alla fisica atomica, alla misurazione delle cariche elettriche e alle proprietà ottiche dei colloidi metallici. Era noto per il suo stile anticonformista e controverso. La sua impavida iconoclastia fu molto ammirata dal filosofo Paul Feyerabend. Ha vinto il Premio Haitinger dell'Accademia austriaca delle scienze nel 1917.

## Biografia

### Nei primi anni
Ehrenhaft nacque a Vienna dal medico Leopold Ehrenhaft e Louise Eggar, figlia di un industriale ungherese. Ehrenhaft conseguì il dottorato all'Università di Vienna nel 1903, lavorando sulle proprietà ottiche dei colloidi metallici. Successivamente divenne assistente di Franz S. Exner.

### Anni intermedi
Nel 1907, la realtà degli atomi era ancora contestata, ma Albert Einstein e Marian Smoluchowski avevano entrambi recentemente fornito resoconti del moto browniano nei liquidi, sostenendo fortemente la teoria atomica. Sebbene Theodor Svedberg avesse fatto importanti dimostrazioni del moto browniano nei colloidi, Ehrenhaft estese il lavoro per fare osservazioni di particelle di argento nell'aria. Il percorso libero medio più grande dell'aria ha costituito una prova più severa della realtà degli atomi. Ehrenhaft è stato insignito del Premio Lieben dell'Accademia delle Scienze di Vienna per il suo lavoro.
Ehrenhaft adattò il suo apparato per misurare la carica elementare e successivamente fu coinvolto in un'aspra polemica con Robert Millikan, affermando di aver misurato una carica elettrica inferiore a quella di un singolo elettrone. La controversia alla fine si placò quando sempre più fisici furono influenzati dai risultati di Millikan, ma anche nel 1940, Albert Einstein scrisse:
Per quanto riguarda i suoi risultati sulla carica elementare non credo nei suoi risultati numerici [di Ehrenhaft], ma credo che nessuno abbia un'idea chiara delle cause che producono le apparenti cariche sub-elettroniche che ha trovato in attente indagini.
Anche mentre infuriava la polemica sulle cariche subelettroniche, Ehrenhaft diede importanti e sostanziali contributi alla fisica, inclusa la dimostrazione della fotoforesi e altri effetti sull'interazione delle particelle con la luce. Alcuni di questi effetti sono stati successivamente spiegati in termini di fenomeni esistenti, ma alcuni rimangono ancora poco compresi. Divenne professore di fisica sperimentale a Vienna nel 1920 ed era conosciuto come un ricercatore coscienzioso e un conferenziere efficace anche se risoluto fino all'assurdo. Albert Einstein era un assiduo frequentatore di casa sua. Dopo l'Anschluss nel 1938, Ehrenhaft emigrò, prima in Inghilterra, poi negli Stati Uniti, dove divenne cittadino.

### Anni dopo
Dalla metà degli anni '30, il pensiero di Ehrenhaft iniziò a divergere in modo sorprendente dalla corrente principale della fisica. Osservò molti fenomeni fisici davvero sorprendenti e riproducibili, di solito di particelle ultramicroscopiche vicine ai limiti della percezione. Tuttavia, era fin troppo disposto ad adottare teorie alternative per spiegare esperimenti che erano afflitti da interazioni e sistemi di cause multifattoriali.
Dagli anni '40, le opinioni di Ehrenhaft divennero sempre più estreme e stridenti, fino a terminare la sua buona amicizia con Albert Einstein. Trovò impossibile ottenere finanziamenti per la ricerca o anche un'udienza favorevole negli Stati Uniti. Nel 1946, tornò all'Università di Vienna dove mantenne nuovamente la sua vecchia posizione fino alla sua morte. Divenne sempre più certo di aver osservato monopoli magnetici, correnti magnetiche e magnetolisi, la dissociazione dei liquidi dai magneti piuttosto che dalla corrente elettrica come nell'elettrolisi.